# Eriogonum diatomaceum
Eriogonum diatomaceum là một loài thực vật có hoa trong họ Rau răm. Loài này được Reveal, J.Reynolds & Picciani mô tả khoa học đầu tiên năm 2002.